# Брайън Джоунс (музикант)
Вижте пояснителната страница за други личности с името Брайън Джоунс.
Брайън Джоунс (на английски: Lewis Brian Hopkin Jones) е британски музикант, мултиинструменталист, основател на групата The Rolling Stones.
Дългогодишният басист на Rolling Stones Бил Уимън казва за Джоунс: „Той формира бандата, избра членовете и името, избра музиката, която свирихме, организира нашите концерти... Беше много влиятелен, много важен и след това бавно изгуби това – високо интелигентен – но просто пропиля всичко“.
Свири основно на китара и хармоника, но и на много други инструменти. Той е талантлив мултиинструменталист. В много песни на Rolling Stones преди 1969 г. свири на всеки инструмент освен стандартните – барабани, китара, пиано или бас. Неговата способност да свири на голямо разнообразие от инструменти е особено очевидна в албумите Aftermath (1966), Between the Buttons (1967) и Their Satanic Majesties Request (1967). Като китарист в ранните години предпочита бяла китара с формата на сълза, произведена от компанията Vox, особено при изпълнения на живо; той също свири на разнообразие от електрически и акустични китари от компании като Rickenbacker, Gibson и Fender. Като слайд китарист Джоунс предпочита open E tuning and open G tuning.
Примери за приноса на Джоунс са неговата слайд китара в „I Wanna Be Your Man“ (1963), „I'm a King Bee“, „Little Red Rooster“ (1964), „I'm Movin' On“ (1965), „Doncha Bother Me“ и „No Expectations“. Джоунс също може да бъде чут да свири ритъм китара в стил – „BoD Diddley“ на „I Need You Baby“ и на „Please Go Home“, китарния риф в „The Last Time“, sitar на „Street Fighting Man“, „Paint It Black“; орган за „Let's Spend the Night Together“; маримба на „Under My Thumb“, „Out of Time“ и „Yesterday's Papers“; рекордер на „Ruby Tuesday“ и „All Sold Out“; саксофон за „Child of the Moon“ и „Citadel“; kazoo на „Cool, Calm And Collected“; Апалачински цилиндър на „I Am Waiting“ и „Lady Jane“, Мелотрон на She's a Rainbow, We Love You, „Stray Cat Blues“, „2000 Light Years from Home“, and „Citadel“; и autoharp на „Ride On, Baby“ и (за последния запис като Rolling Stone) на „You Got the Silver“. Той също така изигра oboe/soprano sax solo на „Dandelion“
Джоунс също свири хармоника на много от ранните песни на Rolling Stones. Примери са „Come On“, „Stoned“ (1963), „Not Fade Away“ (1964), „I Just Want to Make Love to You“, „Now I've Got A Witness“ (1964), „Good Times, Bad Times“ (1964), „2120 South Michigan Avenue“ (1964) (from E.P. Five By Five), „The Under Assistant West Coast Promotion Man“, „One More Try“ (1965), „High and Dry“ и „Goin' Home“ (1966), „Who's Driving Your Plane?“ (1966), „Cool Calm and Collected“, „Who's Been Sleeping Here“ (1967), and „Dear Doctor“ and „Prodigal Son“ (1968).
В ранните години Джоунс често служи като подкрепящ вокалист. Забележителни примери са: „Come On“, „I Wanna Be Your Man“, „I Just Wanna Make Love to You“, „Walking the Dog“, „Money“, „I'm Alright“, „You Better Move On“ and „It's All Over Now“. Той беше беквокал през 1968 в „Sympathy for the Devil“. Негов принос е подсвирването в „Walking the Dog“.
Брайън Джоунс е много близък с всички от групата „Бийтълс“, той е сред малкото поканени да участват в тяхна песен. Прави прекрасна импровизация на саксофон в песента „You Know My Name (Look Up the Number)“ от албума Let It Be на „Бийтълс“. Той също е много близък с дуото Питър и Гордън и участва в почти цял техен албум като гост музикант. Джоунс е приятел с Джими Хендрикс. На фестивала в Монтерей през лятото на 1967 г. е специално поканен за да представи Хендрикс на американската публика. Джоунс е една от модните икони в Лондон през 1960-те. Негов голям приятел Тара, наследник на империята „Гинес“, открива един от първите денди – модни бутици на Карнаби Стрийт. Брайън е редовен посетител и повлиява на разпространяването на този стил с уникалния си вкус на обличане. Въпреки твърденията на Мик и Кийт, че Брайън не може да пише музика, Брайън написва и продуцира (и изсвирва всички инструменти) музика за саундтрака на немския филм „A Degree of Murder“ (1967) в който главна роля има тогавашната му приятелка Анита Палемберг. Филмът е номиниран за музика и операторско майсторство на фестивала в Кан, същата година. Анита изоставя Брайън заради Ричардс и това изостря отношенията в групата. Джоунс се отдръпва повече и губи интерес да работи с тях.
След напускането си през юни 1969 г. се обажда на няколко музиканти и певица за създаването на нова група, но умира при инцидент на 2 юли в басейна на къщата си в Съсекс. Смъртта му е обявена за нещастен случай, но има много съмнителни обстоятелства като това, че и до днес не е известно къде са изчезнали неговите лични вещи заедно с инструментите. Съседите виждат огромен пожар в двора на къщата на 3 юли. Показанията на 3-та свидетели се разминават значително, но въпреки всичко разследване не е имало. Заключението на патолога от аутопсията е, че няма видима причина за смъртта и го обявява като смърт по непредпазливост. През 2009 година на полицията в Съсекс са предоставени множество документи относно случая, но въпреки всичко последва отказ от провеждането на разследване поради непълни доказателства за убийство.
Този случай остава сред от най-големите загадки в историята на рока. През 2005 година е направен филмът „Стоунд“ за последните месеци от живота на Джоунс и обстоятелствата, при които почива. Строителят, който е бил с него в нощта на 2 юли, признава на смъртния си одър, че той е удавил Брайън, но няколко години по-късно и това е отхвърлено.
Джоунс оставя 5 деца – 4 момчета и момиче, от различни връзки.
Тъй като по времето на смъртта си е на 27 години, той е сред членовете на клуб 27 – починалите на 27 години.